# Pseudothyrsocera perkinsi
Pseudothyrsocera perkinsi är en kackerlacksart som beskrevs av Roth, L. M. 1997. Pseudothyrsocera perkinsi ingår i släktet Pseudothyrsocera och familjen småkackerlackor. Inga underarter finns listade i Catalogue of Life.